# Cantón de Argent-sur-Sauldre
El cantón de Argent-sur-Sauldre era una división administrativa francesa, que estaba situada en el departamento de Cher y la región de Centro-Valle de Loira.

## Composición
El cantón estaba formado por cuatro comunas:
- Argent-sur-Sauldre
- Blancafort
- Brinon-sur-Sauldre
- Clémont

## Supresión del cantón de Argent-sur-Sauldre
En aplicación del Decreto nº 2014-206 de 21 de febrero de 2014, el cantón de Argent-sur-Sauldre fue suprimido el 22 de marzo de 2015 y sus 4 comunas pasaron a formar parte del nuevo cantón de Aubigny-sur-Nère.